# Terrorangrebet i Rizhskaja
Terrorangrebet i Rizhskaja foregik den 31. august 2004 da en tjetjensk kvindelig selvmordsterrorist – en såkaldt shahidka – bragte sit bombebælte til sprængning uden for metrostationen Rizhskaja i Moskva, Rusland. Sprængningen skete omkring 20:10-20:20, timet til Moskvas aftenmyldretid for maksimal menneskelig skade. 8 personer blev dræbt (foruden to terrorister) og 50 hårdt såret – mange i invaliderende grad. 4 børn og 11 kvinder var blandt de sårede. Terrorangrebet var det andet af denne art inden denne uge, det kom oven på selvmordsangreb mod to indenrigsflyvninger (90 døde), og blev umiddelbart efterfulgt af terrorangrebet mod i en skole i Beslan dagen efter (344+ døde).
I den første forvirring blev der rapporterede at det var en bilbombe, men det blev snart revideret til en selvmordsbombe. Bomben som var placeret i en taske og var på omkring 1-2 kilo trotyl – i overkanten for hvad der er normalt for den slags selvmordsangreb – og pakket med bolte og andre metalgenstande der skulle fungere som granatsplinter for at skabe yderligere skade på "bløde" mål (mennesker).
Den første til at tage ansvar for angrebet var en marginal terrororganisation der kalder sig selv Islambouli Brigades. Dette gjorde de med en besked på en obskur arabisk internetside. Men de indledende undersøgelser viste at det snare var gruppen Karachai jamaat, som også var eftersøgt for terrorangrebet mod en række lejligheder i Moskva og Volgodosk i 1999, der stod bag. Senere tog terroristlederen Sjamil Basajev det overordnede ansvar for angrebet i en besked på hjemmesiden Kavkazcenter. Dette gjorde han den 17. september 2004 hvor han samtidigt tog ansvaret for terrorangrebet i Beslan. Senere blev også den jordanske terrorist Ibn al-Khattab kædet sammen med angrebet.
Selvmordsterroristens krop var splittet af i flere dele, men retsmedicinere fandt hendes hoved (liggende oven på metrostations tag), ben og arme. I første omgang blev hun identificeret som den tjetjenske kvinde Roza Nagajeva, men dette blev revideret efter nærmere retsmedicinske undersøgelser (Roza Nagajeva deltog til gengæld i terrorangrebet i Beslan). Kvinden er ikke siden blevet identificeret. Hun var på vej ind i metrostationen men stoppede da hun så politifolk undersøge folks tasker, og valgte så i stedet at bringe bomben til sprængning udenfor metrostationen. Med hende var Nikolai Kipkejev som er identificeret som hendes fører. Han blev også dræbt i eksplosionen.
I februar 2007 blev tre mænd fundet skyldig i at have organiseret og bistået i dette og det tidligere terrorangrebet i Avtozavodskaja – en anden Moskva metrostation der blev angrebet den 6. februar 2004 hvorved 42 døde og 250 blev såret. De tre mænd, Murat Shavajev, Maxim Ponaryin og Tamby Khubijev blev alle fundet skyldige i mord, terrorisme, tilknytning til en illegal gruppe, illegal våbenbesiddelse og bombeproduktion og idømt livsvarigt fængsel. Anklagemyndigheden ville have forsøgt at få dødsdom over de anklagede, men grundet Ruslands moratorium på eksekvering af dødsdomme, måtte de i stedet gå efter livstid i fængsel. Højesteret stadfæstede i august 2007 dommen over de tre mænd.